# گیجی
گیجی اختلالی در درک فضایی و ثبات است. از آنجا که واژهٔ «گیجی» دقیق نیست، ممکن است به سرگیجه، عدم تعادل و پیش‌سَنکُپ  یا یک احساس غیراختصاصی همچون حس حماقت یا حس دَوَران نیز گفته شود.